# Октябрьское (Черноморский район)
Октя́брьское (до 1948 года Ток-Шеих; укр. Октябрське, крымскотат. Toq Şeyh, Токъ Шейх) — исчезнувшее село в Черноморском районе Республики Крым, располагавшееся на юго-востоке района, в степной части Крыма, примерно в 2,5 километрах восточнее современного села Знаменское.

### Динамика численности населения
| - 1806 год — 31 чел. - 1864 год — 35 чел. - 1892 год — 0 чел. | - 1900 год — 32 чел. - 1915 год — 18/6 чел. - 1926 год — 84 чел. |

## История
Первое документальное упоминание селения встречается в Камеральном Описании Крыма… 1784 года, судя по которому, в последний период Крымского ханства Тумсюх входил в Тарханский кадылык Козловскаго каймаканства. После присоединения Крыма к России (8) 19 апреля 1783 года, (8) 19 февраля 1784 года, именным указом Екатерины II сенату, на территории бывшего Крымского ханства была образована Таврическая область и деревня была приписана к Евпаторийскому уезду. После павловских реформ, с 1796 по 1802 год входила в Акмечетский уезд Новороссийской губернии. По новому административному делению, после создания 8 (20) октября 1802 года Таврической губернии, Ток-Шеих был включён в состав Яшпетской волости Евпаторийского уезда.
По Ведомости о волостях и селениях, в Евпаторийском уезде с показанием числа дворов и душ… от 19 апреля 1806 года, в деревне Ток-Шеих числилось 4 двора, 29 крымских татар и 2 ясыров. На военно-топографической карте генерал-майора Мухина 1817 года деревня Ток шиик обозначена с 5 дворами. После реформы волостного деления 1829 года Ток Шеих, согласно «Ведомости о казённых волостях Таврической губернии 1829 года» остался в составе Яшпекской волости. На карте 1836 года в деревне 8 дворов, а на карте 1842 года Ток-Шеих обозначен условным знаком «малая деревня», то есть имела менее 5 дворов.
В 1860-х годах, после земской реформы Александра II, деревню приписали к Курман-Аджинской волости. В «Списке населённых мест Таврической губернии по сведениям 1864 года», составленном по результатам VIII ревизии 1864 года, Ток-Шеих — владельческая татарская деревня, с 7 дворами, 35 жителями и мечетью при колодцах. По обследованиям профессора А. Н. Козловского 1867 года, вода в колодцах деревни была пресная, а их глубина колебалась от 2 до 10 саженей (от 4 до 20 м). Согласно «Памятной книжке Таврической губернии за 1867 год», деревня Ток шеих была покинута, в результате эмиграции крымских татар, особенно массовой после Крымской войны 1853—1856 годов, в Турцию и стояла без новых поселенцев. На трехверстовой карте Шуберта 1865—1876 года в деревне Ток-Шеих обозначено 3 двора, в «Памятной книге Таврической губернии 1889 года» не упомянута вовсе, видимо, опустела окончательно. В «…Памятной книжке Таврической губернии на 1892 год», о деревне Ток-Шеих, входившей в Киркулачский участок, никаких сведений, кроме названия, не приведено.
Земская реформа 1890-х годов в Евпаторийском уезде прошла позже остальных, в результате Токшеих приписали к Кунанской волости. По «…Памятной книжке Таврической губернии на 1900 год» в деревне числилось 32 жителя в 2 дворах. По Статистическому справочнику Таврической губернии. Ч.II-я. Статистический очерк, выпуск пятый Евпаторийский уезд, 1915 год, в Кунанской волости Евпаторийского уезда числились экономия Ток-Шеих — 3 двора (все дворы с землёй) с русским населением в количестве 18 человек приписных жителей и 6 — «посторонних», из которых 14 мужчин и 10 женщин. В экономии числилось 500 десятин удобной земли. В хозяйстве имелось 27 лошадей, 90 волов, 10 коров и 1200 голов мелкого скота; также значитс одноимённое имение в 1 двор без населения.
После установления в Крыму Советской власти, по постановлению Крымревкома от 8 января 1921 года № 206 «Об изменении административных границ» была упразднена волостная система и образован Евпаторийский уезд, в котором создан Ак-Мечетский район и село вошло в его состав, а в 1922 году уезды получили название округов. 11 октября 1923 года, согласно постановлению ВЦИК, в административное деление Крымской АССР были внесены изменения, в результате которых округа были отменены, Ак-Мечетский район упразднён и село вошло в состав Евпаторийского района. Согласно Списку населённых пунктов Крымской АССР по Всесоюзной переписи 17 декабря 1926 года, в селе Ток-Шеих, в составе упразднённого к 1940 году Сабанчинского сельсовета Евпаторийского района, числилось 14 дворов, все крестьянские, население составляло 84 человека, из них 68 украинцев, 15 русских, 1 записан в графе «прочие». Согласно постановлению КрымЦИКа от 30 октября 1930 года «О реорганизации сети районов Крымской АССР», был восстановлен Ак-Мечетский район (по другим данным 15 сентября 1931 года) и село вновь включили в его состав.
С 25 июня 1946 года Ток-Шеих в составе Крымской области РСФСР. Указом Президиума Верховного Совета РСФСР от 18 мая 1948 года, Ток-Шейх переименовали в Октябрьское. 26 апреля 1954 года Крымская область была передана из состава РСФСР в состав УССР. Ликвидировано до 1960 года, поскольку в «Справочнике административно-территориального деления Крымской области на 15 июня 1960 года» селение уже не значилось (согласно справочнику «Крымская область. Административно-территориальное деление на 1 января 1968 года» — в период с 1954 по 1968 годы, как посёлок позже упразднённого Красносельского сельсовета).